# Abdurrahman ibn Abdulaziz as-Sudais

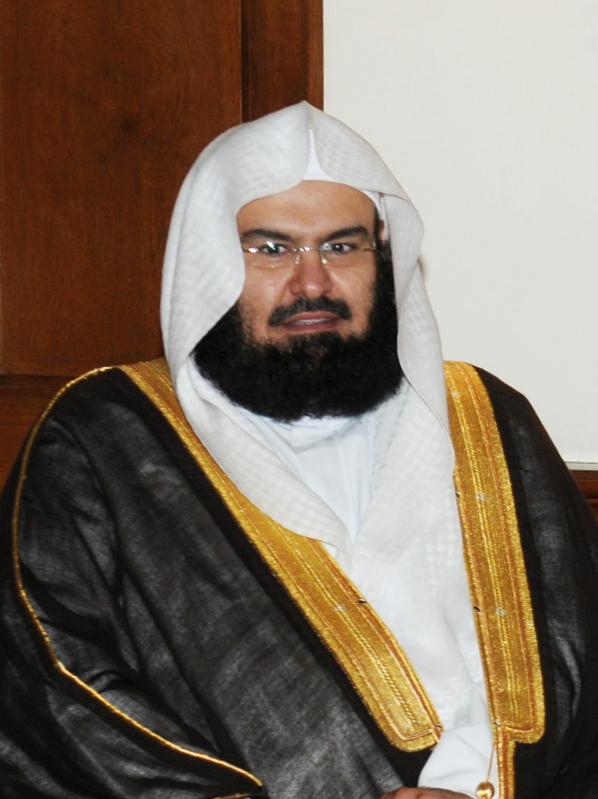
Abdurrahman ibn Abdulaziz as-Sudais

Abdurrahman ibn Abdulaziz as-Sudais (arabisch عبد الرحمن بن عبد العزيز السديس, DMG ʿAbd ar-Raḥmān b. ʿAbd al-ʿAzīz as-Sudais; * 1961 in Riad) ist der Imam (Vorbeter/Prediger) und Koranrezitator der al-Harām-Moschee in Mekka. Er gehört der hanbalitischen Richtung des Islams an.

## Leben
Im Alter von 12 Jahren wurde er Hāfiz. Er studierte Islamisches Recht (Scharia, Fiqh) in Riad und machte 1983 seinen Bachelor-Abschluss. Er erweiterte seinen Abschluss mit einem Studium an der Islamischen Universität Imam Muhammad ibn Saud in Riad, wo er 1987 seinen Master-Abschluss machte. Anschließend studierte er bis 1995 auf der Umm-al-Qura-Universität in Mekka und machte hier seinen Doktor in Islamwissenschaften. Seit 1996 ist er der Imam der Heiligen Moschee in Mekka.
Im Jahr 2005 wurde as-Sudais „in Anerkennung seiner Hingabe für Koran und Islam“ vom Organisationskomitee des Internationalen Heiliger-Koran-Preises von Dubai (englisch Dubai International Holy Quran Award DIHQA) zur Islamischen Persönlichkeit des Jahres gekürt. Anlässlich der Annahme der Auszeichnung in Dubai sagte er: „Die Botschaft des Islam und der Muslime ist Bescheidenheit, Fairness, Sicherheit, Stabilität, Sympathie, Harmonie und Freundlichkeit.“
Sudais wurde wiederholt für abwertende oder aggressive Äußerungen über Andersgläubige kritisiert, darunter Christen, Juden, Hindus und Anhänger der schiitischen Glaubensrichtung des Islam.